# Chen Yan
Chen Yan (China, 2 de mayo de 1979) es una nadadora  retirada especializada en pruebas de estilo espalda, donde consiguió ser medallista de bronce olímpica en 1996 en los 4 x 100 metros estilos.

## Carrera deportiva
En los Juegos Olímpicos de Atlanta 1996 ganó la medalla de bronce en los relevos de 4 x 100 metros estilos (nadando el largo de espalda), con un tiempo de 4:07.34 segundos, tras Estados Unidos y Australia (plata).